# هارالد زوارت
هارالد زوارت (نروژی: Harald Zwart؛ زادهٔ ۱ ژوئیهٔ ۱۹۶۵ در هلند) یک کارگردان، فیلم‌نامه‌نویس و تهیه‌کننده اهل نروژ است.
وی کارگردان فیلم‌هایی همچون؛ یک شب در مک‌کول (۲۰۰۱)، مأمور کودی بنکس (۲۰۰۳)، پلنگ صورتی ۲ (۲۰۰۹)، بچه کاراته کار (۲۰۱۰)، ابزارهای مرگبار: شهر استخوان‌ها (۲۰۱۳) و دوازدهمین مرد (۲۰۱۷) بوده‌است.